# Alfred Driemel
Alfred Driemel (* 24. August 1907 in Küstrin; † 19. Februar 1947 in Berlin) war ein deutscher Nationalsozialist, der als SS-Obersturmführer unter anderem im KZ Buchenwald, im KZ Sachsenhausen sowie im KZ Stutthof in leitender Funktion eingesetzt war und nach dem Ende des Zweiten Weltkrieges als Kriegsverbrecher hingerichtet wurde.

## Leben
Driemel bestritt seinen Lebensunterhalt als Hilfsarbeiter. Zunächst war er Mitglied der SPD und danach der KPD. Schließlich wandte er sich den Nationalsozialisten zu. Zum 1. März 1929 trat er der NSDAP bei (Mitgliedsnummer 121.168). Bereits 1928 trat er der SA bei und wechselte 1929 zur SS (SS-Nummer 1.848), bei der er 1939 bis zum SS-Obersturmführer aufstieg. Ab 1929 leitete Driemel die Hitlerjugend in Starnberg. Anfang der 1930er Jahre beging er in Starnberg mehrfach politisch motivierte Delikte (unter anderem Vandalismus an einem Schaukasten der DNVP, Halten einer antisemitischen Rede) und geriet aufgrund dessen in das Blickfeld von Polizei und Justiz. Er war in auch Auseinandersetzungen mit politischen Gegnern involviert, so wurde er am 17. Juli 1932 nach einem Zusammenstoß zwischen SA-Männern und Angehörigen des Reichsbanners mit einer Kopfverletzung ins Krankenhaus eingeliefert.
Nach der Machtergreifung durch die Nationalsozialisten trat er in den KZ-Lagerdienst ein und gehörte zunächst von August 1933 bis März 1936 der Wachmannschaft des KZ Dachau an. Anschließend war er als Verwaltungsführer im KZ Bad Sulza eingesetzt. Am 30. April 1936 schrieb Driemel an einen Kollegen der Lager-SS, dass sich unter den neuen Methoden des Dachauer Lagerkommandanten Heinrich Deubel und dessen Stellvertreter Karl d’Angelo eine „ekelhaft humane Behandlung“ von Häftlingen etabliert hätte. Obwohl Zwangsarbeit, Misshandlungen und Demütigungen im KZ Dachau nie aufgehört hatten, wurden Deubel und d’Angelo aufgrund solcher Vorwürfe von ihren Posten entbunden. Nach der Auflösung des KZ Bad Sulza wurde Driemel 1937 in das neu errichtete KZ Buchenwald versetzt, wo er den Posten des Häftlingsgeldverwalters übernahm. Laut dem Buchenwaldüberlebenden Eugen Kogon verschmähte Driemel „auch kleinste Beiträge nicht, von den größeren ganz zu schweigen. Ein beliebter ‚Scherz‘ von ihm war es, nach Schluß der Auszahlung den Blockältesten des Judenblocks mitzuteilen ein Jude habe ihn um 10 Mark beschissen, worauf sämtliche Judenblocks sofort je 10 Mark an ihn abzuliefern hatten“. Im Oktober 1941 wurde er in das KZ Sachsenhausen kommandiert, wo er 3. Schutzhaftlagerführer wurde. Im Mai 1942 wechselte er in das KZ Stutthof, wo er als 2. Schutzhaftlagerführer fungierte.
Ab Mai 1943 war er in Warschau eingesetzt und nahm mit der 8. SS-Kavallerie-Division „Florian Geyer“ am Deutsch-Sowjetischen Krieg teil. Am 10. Dezember 1943 geriet er in Kriegsgefangenschaft und wurde in ein Lager in der Ukrainischen SSR verbracht. Dort gab er sich als ein Soldat mit dem Falschnamen Schwarz aus, wurde jedoch von sowjetischen Informanten entlarvt.
Gegen Driemel lief vor dem Sowjetischen Militärtribunal der Garnison Berlin ein Verfahren und nach Ukas 43 wurde er am 28. Dezember 1946 zum Tode verurteilt. Die ihm zur Last gelegten Kriegsverbrechen betrafen Taten im KZ Sachsenhausen: Neben der Beteiligung an der „Erschießung von etwa 2000 sowjetischen Kriegsgefangenen im Krematorium im November 1941“ auch die Misshandlung von 15 KZ-Häftlingen als Leiter eines Arbeitskommandos. Nach Ablehnung eines Gnadengesuchs wurde Driemel am 19. Februar 1947 in Berlin durch Erschießen hingerichtet.